# Advarselstrekant
En advarselstrekant er et trekantet færdselsskilt, hvis sider har brede røde reflekser. Det skal sættes op for at advare andre trafikanter mod et køretøj, som efter et færdselsuheld, motorfejl eller anden særlig grund er standset, så det er til fare eller ulempe for færdslen.
I Danmark har man, ved uheld eller andre nødstop, pligt til at opsætte en advarselstrekant med front mod færdselsretningen mindst 50 meter, på motorvej dog mindst 100 meter, før det standsede køretøj.
Det er i Danmark ikke lovpligtigt at have en advarselstrekant liggende i bilen, men er uheldet ude, så er det lovpligtigt at bruge advarselstrekanten.